# Johann Matthias Kaeuffelin
Johann Matthias Kaeuffelin oder Käuffelin (auch Johann Matthäus Kaeuffelin; * 11. März 1696 in Zainingen; † 9. Februar 1751 in Hamburg) war ein deutscher Philosoph, Rechtswissenschaftler und Sprachwissenschaftler.

## Leben
Kaeuffelin wurde auf der Schwäbischen Alb geboren. Dort war sein Vater Matthias Käuffelin (1669–1742) Pfarrer und Feldprediger. Er absolvierte die Klosterschule Denkendorf und studierte an der Universität Tübingen, an der er den Magistergrad erlangte. Er ging als Informator und Privatgelehrter nach Hamburg und anschließend nach Kiel. Dort habilitierte er sich 1731 an der Philosophischen Fakultät der Universität Kiel, lehrte als Privatdozent und wurde zum Dr. phil. promoviert. 1733 wurde ihm die neugeschaffene ordentliche Professur der deutschen Beredsamkeit übertragen. 1735 wurde er ordentlicher Professor der Poesie, des Naturrechts, des Staatsrechts und der gesamten Sittenlehre. 1736 erhielt er außerdem das Amt des Universitätsbibliothekars. 1738, nach Problemen mit seiner geistigen Gesundheit, wurde er aus dem Dienst entlassen und aus Kiel verwiesen.
Kaeueffelin kehrte daraufhin nach Hamburg zurück, wo er sich erneut als Privatgelehrter und Herausgeber niederließ. 1750 wurde er wegen „Sinnlosigkeit und wüstem Wesen“ in die Irrenstation des Krankenhauses eingeliefert. Aufgrund einflussreicher Fürsprecher soll er allerdings eine besonders gute Versorgung dort erhalten haben.
Der Blaubeurer Abt Gottfried Käuffelin war sein Bruder.

## Werke (Auswahl)
- Cogitationes De Eloqventia Heroica, Lüders, Kiel 1731.
- (Hrsg.): Commentarii Hamburgenses, de rebus tum politicis tum litterariis in orbe terrarum novissime gestis, 67 Hefte, Hamburg 1743–1744.
- (Hrsg.): Novi commentarii, 52 Hefte, Hamburg 1750.